# Équipe de Russie de football américain
Formée en 1992, l’équipe du Russie de football américain représente la Fédération de Russie de football américain lors des compétitions internationales, comme le Championnat d'Europe de football américain, la Coupe du monde de football américain ou les Jeux mondiaux.
Les Russes n'ont pas participé à la phase finale de la Coupe du monde de football américain 2007 au Japon, ayant été éliminés en phase qualificative par la Finlande.
En Championnat d'Europe, la Russie évolue en groupe B. En octobre 2022, l'équipe d'Italie, championne d'Europe en titre, a refusé de jouer contre la Russie pour les qualifications du Championnat 2023 pour protester contre l'invasion de l'Ukraine.

## Palmarès
Coupe du monde de football américain
- 2007 : éliminés en qualifications préliminaires par la Finlande 42-0.

Championnat d'Europe de football américain
- 2000 : Quart de finaliste. Éliminés par l'Ukraine 13-3.